# Ford F-250
A F-250 foi uma caminhonete Full-Size produzida pela Ford do Brasil entre 1998 e 2011.

## Histórico
Lançada em 1998 para ser a sucessora da Ford F-1000 (até então a caminhonete Full-Size da marca), em resposta à Chevrolet Silverado, esta lançada em 1997, veio com duas opções de motores no seu ano de estreia, sendo um deles um Cummins Turbo Diesel 4 cilindros em linha, injeção mecânica (3.9L - 145 CV) e outro Ford gasolina 6 cilindros em V, injeção eletrônica (4.2L - 205 CV). Foi disponibilizada nas versões Super Duty (voltada para empresas e frotas governamentais), XL, e XLT.
A versão Super Duty era estritamente voltada ao trabalho, posicionada abaixo da XL, com acabamento espartano, e exigência de Carteira Nacional de Habilitação categoria C para conduzi-la, pois o seu peso bruto total (PBT) ultrapassava os 3500 KG, seja equipada com motor V6 a gasolina ou 3.9 a diesel.
Em 1999, a Ford vendo que sua caminhonete Full-Size com motor de apenas 4 cilindros ficava para trás da sua atual concorrente (Silverado), com o motor diesel já de 6 cilindros, decidiu então adicionar o mesmo motor da Silverado, um MWM. Porém com um algo a mais, um intercooler. O motor usado então passou a ser um MWM Turbo Diesel Intercooler 6 cilindros em linha, injeção mecânica (4.2 - 180 CV).
Para o modelo 2000, ela ganha novas rodas de liga leve na versão XLT.
No modelo 2003, ganha novas rodas de liga leve e nova grade frontal estilo "colméia" na versão XLT, e a posição dos amortecedores traseiros é alterada, melhorando consideravelmente a estabilidade, de acordo com proprietários.
Também em meados de 2003, o motor movido à gasolina de 4,2 litros, V6, foi descontinuado, devido ao baixo número de vendas, ao seu consumo (normal para um V6 desse porte), a alta do combustível e pelos motores diesel serem mais eficientes para o trabalho.
Já em 2003, como modelo 2004, a Ford lança a F-250 Cabine dupla, nada mais que uma resposta ao mercado que já exigia esse tipo de veículo, onde empresas terceirizadas eram responsáveis por essas transformações. Essas empresas, algumas hoje já não existem mais, usavam caminhonetes como a F-1000, F-250 cabine simples e transformavam elas em carros fechados, para fazendeiros, com um enorme conforto... onde não podemos dizer o mesmo da sua beleza, algumas bem diferentes esteticamente da sua similar cabine dupla ou da SUV Ford Excursion americana.
Está caminhonete foi até hoje no mercado o entre eixos mais longo da história, pois a Ford resolveu não diminuir a caçamba, parte fundamental de quem precisa de uma caminhonete. Ficando então com seus exagerados 6.243 mm, definitivamente um veículo para fazenda.
Devido ao seu tamanho e peso somado do veículo + carga (PBT - Peso Bruto total) ultrapassar os 3.500 KG, esta versão passa a ser considerado caminhão, precisando então da Carteira Nacional de Habilitação (CNH) Categoria C para ser conduzida, conforme exigido no Código de Trânsito Brasileiro.
Algumas unidades no ano de 2005, curiosamente, saíram com as rodas de liga leve na versão XLT com o mesmo desenho do modelo 2000 a 2002
Em 2006, para modelo 2007, a Ford fez a primeira reestilização, trazendo um ar de modernidade para os já cansados faróis, grades e para-choques frontais, inspirados no modelo 2005 da sua versão americana.
Além de sua reestilização, a Ford trouxe mais duas novidades, uma delas era a tão esperada tração 4x4, para pessoas que necessitavam realmente colocar sua caminhonete na lama/trabalho. Sua outra novidade, para alguns a modernidade chegando, para outros um sacrilégio, a Ford trocou novamente de fornecedor de motores, voltando então para a Cummins, onde o "novo motor" (mesmo motor de 1998, porém retrabalhado) passaria a ter injeção eletrônica (Primeiro motor eletrônico diesel da série F) e também a atender o nova jurisdição de poluentes da época. O motor era: Cummins diesel turbo 4 cilindros em linha, injeção eletrônica (3.9L - 203 CV).
A injeção eletrônica nesse motor a diesel se tornou muito eficiente, tendo em vista que um motor de 4 cilindros chegou aos seus 203 CV e um motor de 6 cilindros com injeção mecânica chegava a apenas seus 180 CV. Porém como nem tudo são flores, esse motor com 2 cilindros a menos, não conseguia chegar na mesma velocidade final do seu antecessor de 6 cilindros e o mais grave, consumia mais diesel.
Após mais 6 anos no mercado, em 2012, sendo que as últimas unidades foram produzidas em 2011, a Ford decidiu então que era o fim da série F (pelo menos no Brasil). O anúncio da saída de linha só foi no início de 2012 para não interferir nas vendas das unidades remanescentes, e a decisão da saída de linha da F250 no mercado brasileiro também foi influenciada pelo lançamento da nova geração da Ford Ranger no segundo semestre de 2012, que iria vir maior e mais potente, competindo ainda mais com os potenciais clientes da F250.
Hoje a caminhonete é um ícone de brutalidade, sendo desejada por muitos aficionados e entendedores de motores diesel de verdade. Essas pessoas pedem até hoje sua volta ao mercado brasileiro. Infelizmente com todos esses impostos a caminhonete chegaria por um preço exorbitante ao mercado.

## Modelos
A caminhonete Ford F-250 foi disponibilizada nas seguintes versões e anos:

### Cabine Simples
- 1998 modelo 1999 - Ford F-250 Cabine Simples 4x2 Super Duty, XL e XLT - Motor Cummins 3.9 Turbo Diesel 4 Cilindros Mecânico 145 CV (G)
- 1998 modelo 1999 - Ford F-250 Cabine Simples 4x2 Super Duty, XL e XLT - Motor 4.2 V6 à Gasolina 205 CV (K)
- 1999 modelo 1999 - Ford F-250 Cabine Simples 4x2 XL e XLT - Motor MWM "Sprint" 4.2 Turbo Diesel 6 Cilindros Mecânico 180 CV (L)
- 2006 modelo 2007 - Ford F-250 Cabine Simples 4x2 XL e XLT - Motor Cummins 4 Cilindros Eletrônico (F22)
- 2006 modelo 2007 - Ford F-250 Cabine Simples 4x4 XL e XLT - Motor Cummins 4 Cilindros Eletrônico (F21)

### Cabine Dupla
- 2003 modelo 2004 - Ford F-250 Cabine Dupla 4x2 XL e XLT - Motor MWM "Sprint" 4.2 Turbo Diesel 6 Cilindros Mecânico 180 CV (W20)
- 2006 modelo 2007 - Ford F-250 Cabine Dupla 4x2 XL e XLT - Motor Cummins 3.9 Turbo Diesel 4 Cilindros Eletrônico 203 CV (W22)
- 2006 modelo 2007 - Ford F-250 Cabine Dupla 4x4 XLT - Motor Cummins 3.9 Turbo Diesel 4 Cilindros Eletrônico (W21)